# Lubiszynek Drugi
Lubiszynek Drugi – osada w Polsce położona w województwie pomorskim, w powiecie nowodworskim, w gminie Nowy Dwór Gdański na obszarze Żuław Wiślanych. Wieś wchodzi w skład sołectwa Stawiec. Miejscowość leży na szlaku Żuławskiej Kolei Dojazdowej.
W latach 1975–1998 miejscowość administracyjnie należała do województwa elbląskiego.